# Andrafiabe
Andrafiabe is een plaats in Madagaskar gelegen in het district Antsiranana II van de regio Diana. In 2001 telde de plaats bij de volkstelling 2080 inwoners.
In de plaats is basisonderwijs beschikbaar. De meerderheid (75% van de bevolking) is werkzaam als landbouwer en 15% houdt zich bezig met veeteelt. Het belangrijkste gewas is rijst en kokos, maar er wordt ook suikerbiet verbouwd. 10% van de bevolking voorziet zich in levensonderhoud via de sector visserij.